# Metassamia nepalica
Metassamia nepalica is een hooiwagen uit de familie Assamiidae.